# Chomelia crassifolia
Chomelia crassifolia är en måreväxtart som beskrevs av Attila L. Borhidi. Chomelia crassifolia ingår i släktet Chomelia och familjen måreväxter. Inga underarter finns listade i Catalogue of Life.